# Obserwator (wojsko)
Obserwator – żołnierz prowadzący obserwację nieprzyjaciela lub wojsk własnych w wyznaczonym pasie obserwacji lub sektorze obserwacji.

## Obserwator w wojskach lądowych
Żołnierz dokonujący obserwacji w wyznaczonym sektorze obserwacji. Zależnie od potrzeb jego zadanie może polegać na śledzeniu ruchu, ugrupowania i działania pododdziałów nieprzyjaciela (przeciwnika), jego środków ogniowych, zachowania się, trybu życia, obserwowania skutków działania własnych środków ogniowych bądź ruchu i działania wojsk własnych, sąsiadów, sygnałów przełożonego itp. O ważniejszych spostrzeżeniach obserwator melduje niezwłocznie swemu dowódcy. W nocy zajmuje on stanowisko w takim miejscu, by nadzorowane przez niego obiekty były widoczne na tle horyzontu. Obserwator, któremu zlecono obserwowanie i alarmowanie o grożącym nagłym niebezpieczeństwie, nosi nazwę obserwatora alarmowego.

W zadaniu dla obserwatora dowódca powinien określić: jego stanowisko, dozory, sektor obserwacji, sposób meldowania spostrzeżeń oraz swoje miejsce.

## Obserwator w lotnictwie wojskowym
Lotnik, członek załogi wojskowego statku powietrznego (np. samolotu bombowego, odpowiednio wyszkolony w prowadzeniu obserwacji pola walki. Zarówno w lotnictwie II RP (do 1939 roku), jak i w PSP na Zachodzie lotnik-obserwator był dowódcą załogi samolotu.
Tytuł nadawany do 1946 absolwentom wojskowej szkoły lotniczej, którzy ukończyli specjalistyczny kurs nawigacji lotniczej. W 1946 zastąpiony tytułem "nawigator lotniczy".
Zobacz też: Oficerska Szkoła Obserwatorów Lotniczych.

## Oficer działający w ramach mandatu międzynarodowego
Oficer działający w ramach mandatu międzynarodowego, wyznaczony przez państwo członkowskie ONZ lub inną organizację w związku z rozpatrywaniem sporu międzynarodowego.